# Ghiacciaio Bussey
Il ghiacciaio Bussey (in inglese Bussey  Glacier) (65°16′S 64°01′W) è un ghiacciaio situato sulla costa di Graham, nella parte occidentale della Terra di Graham, in Antartide. Il ghiacciaio, il cui punto più alto si trova 454 m s.l.m., si trova in particolare sulla penisola Kiev e  fluisce verso ovest a partire dal monte Peary fino alla costa della baia di Waddington.

## Storia
Il ghiacciaio Bussey è stato mappato per la prima volta  durante la seconda spedizione antartica francese al comando di Jean-Baptiste Charcot, 1908-10, ed è stato poi così battezzato nel 1959 dal Comitato britannico per i toponimi antartici in onore del capitano John Bussey, membro del direttorato dei rilevamenti d'oltremare.